# Квітневе (Коростенський район)
Квітне́ве (до 1963 — Сталінка) — село в Україні, у Чоповицькій територіальній громаді Коростенського району Житомирської області. Населення становить 168 осіб (2001).

## Історія
Відоме 30-х років XX століття як хутір.
12 червня 2020 року, відповідно до розпорядження Кабінету Міністрів України № 711-р «Про визначення адміністративних центрів та затвердження територій територіальних громад Житомирської області», територію та населені пункти Головківської сільської ради включено до складу Чоповицької територіальної громади Коростенського району Житомирської області.